# Millbrook U. S. A.
Millbrook U. S. A. je dvacáté čtvrté studiové album nizozemské hardrockové skupiny Golden Earring, vydané v únoru roku 2003. Album je pojmenované podle části Millbrook v New Yorku, kde skupina toto album nahrála. Umístilo se na druhé příčce nizozemské hitparády.

## Seznam skladeb
Všechny skladby napsali Barry Hay a George Kooymans, pokud není uvedeno jinak.
| Pořadí         | Název                                    | Autor                   | Délka |
| -------------- | ---------------------------------------- | ----------------------- | ----- |
| 1.             | The Hammer of Love                       |                         | 3:46  |
| 2.             | Albino Moon                              |                         | 3:54  |
| 3.             | Skyscraper Hell of a Town                |                         | 4:18  |
| 4.             | A Sound I Never Heard                    | Frank Carillo, Kooymans | 4:45  |
| 5.             | Better Off Dead                          | Carillo, Kooymans       | 3:55  |
| 6.             | Colourblind                              |                         | 4:10  |
| 7.             | On a Night Like You                      |                         | 3:51  |
| 8.             | Kingfisher                               |                         | 5:19  |
| 9.             | Coming in Going Out                      | Carillo, Hay, Kooymans  | 3:08  |
| 10.            | The Thief                                | Carillo, Hay, Kooymans  | 3:46  |
| 11.            | Beautiful Blue                           |                         | 4:10  |
| 12.            | Love Is a Loser (When Lust Comes Around) |                         | 4:21  |
| 13.            | The Last Frontier Hotel                  |                         | 3:39  |
| Celková délka: | Celková délka:                           | Celková délka:          | 53:05 |

## Sestava
- George Kooymans – kytara, zpěv
- Rinus Gerritsen – syntezátor, harmonika, baskytara, harmonium, Hammondovy varhany, klavír
- Barry Hay – zpěv
- Cesar Zuiderwijk – bicí
- Frank Carillo – dulcimer, harmonium, doprovodný zpěv, tampura, slide kytara, laúd
- Birgit Lewis Singers – sbor